# Ecaterina Malcoci
Ecaterina Malcoci (în rusă Екатерина Малкоч) (n. 11 iunie 1937, satul Crocmaz, raionul Ștefan Vodă - d. 15 aprilie 2001, Chișinău) a fost o actriță de teatru și film din Republica Moldova.

## Biografie
Ecaterina Malcoci s-a născut la data de 11 iunie 1937, în satul Crocmaz din raionul Ștefan Vodă. A urmat studii de teatru și film la Școala teatrală "B.Sciukin" din Moscova (1955-1960), fiind colegă de promoție cu actorii moldoveni Dumitru Caraciobanu și Ion Șcurea.
După absolvirea Școlii de teatru de la Moscova, a fost angajată în anul 1960 ca actriță la Teatrul „Luceafărul” din Chișinău, unde a avut o carieră strălucită, plasându-se în topul celor mai bune actrițe din anii '60-'70.
În paralel cu activitatea teatrală, Ecaterina Malcoci a debutat în anul 1961 ca actriță de film la studioul cinematografic „Moldova-film” în filmul „Insula vulturilor”. A interpretat apoi roluri care au plasat-o printre actorii de frunte ai filmului moldovenesc, printre care Chelnerița din Așteptați-ne în zori (1963), Maria din Ultima noapte în rai (1964) și Rusanda din Ce-i trebuie omului (1975). A primit titlul de Artistă emerită (1971).
Ecaterina Malcoci a trăit o poveste de dragoste cu actorul moldovean Dumitru Caraciobanu .
Ecaterina Malcoci a încetat din viață la data de 15 aprilie 2001, în municipiul Chișinău, la vârsta de 64 ani și a fost înmormântată la Crocmaz, satul ei de baștină. În prezent, Liceul Teoretic din satul Crocmaz poartă numele actriței Ecaterina Malcoci.

## Filmografie
- Insula vulturilor  (1961) - Catinca
- Așteptați-ne în zori (1963) - Chelnerița
- Ultima noapte în rai (1964) - Maria
- Ce-i trebuie omului (1975) - Rusanda

## Premii și distincții
- Artistă Emerită din RSSM (1971)[1]
- Artistă a Poporului din RSSM (1991)[1]